# Dasygaster punctivena
Dasygaster punctivena är en fjärilsart som beskrevs av Walker 1856. Dasygaster punctivena ingår i släktet Dasygaster och familjen nattflyn. Inga underarter finns listade i Catalogue of Life.